# 葛錫璠
葛锡璠（？—？），字中恬，号鲁生，南直隶苏州府昆山县人，明朝政治人物。

## 生平
少颖悟，萬曆二十五年（1597年）丁酉科应天乡试举人，二十九年（1601年）辛丑科二甲進士，授刑部主事，迁员外郎。有兵部尚书私人受贿戎帅，事露，属刑部庇之。锡璠执不可，卒按以法，尚书引去。直声凛然。出守兖州府，甫下车，岁旱民饥，力请赈济，躬历二十七城，全活甚众。贫生借仓谷者二百馀家，岁荒，无以偿。为设法代补，凡五百馀石。鲁邸在兖藩，禄所需取之州县，徵解不时，贫者坐困。乃严为立限，按期给之。其宗人之不法者，时加督率，无不感且戢焉。三十八年升河南副使，及分守河南，值福王定封之国，貂珰满路，从者皆贵倨，或入民居，坏器物，或挞负戴者于道，民为惊扰。锡璠令人侦之，得其桀者，笞一二人，乃不敢动。会有旨锡福邸庄田十万亩，必取税之不入者，合三省给之。时方以为难。适奸民有借仇家田投牒县官者，锡璠持之，立置诸法，三省肃然。灵宝大盗聚党千人将为乱，密授方略，歼其渠魁，馀党散走，中州以安。四十一年进山东兖西道参政，未行，升河南按察使。四十五年请终养归，卒，赠太常寺卿。